# Suffolk County (Massachusetts)
Suffolk County je okres ve státě Massachusetts v USA. K roku 2016 zde žilo 784 230 obyvatel. Správním městem okresu a zároveň jeho největším městem je Boston. Celková rozloha okresu činí 311 km². Jméno okres získal podle hrabství Suffolk v Anglii.

## Historie
Okres vznikl rozhodnutím massachusettského hlavního soudu 10. května 1643, kdy byla zdejší kolonie rozdělena na čtyři části. V roce 1731 byla nejzápadnější část okresu oddělena a stala se součástí Worcester County. O dva roky později (1793) se velká část původního okresu oddělila a vzniklo Norfolk County.

## Sousední okresy
| Růžice kompasu |                  | Essex County                   |  | Růžice kompasu |
| Růžice kompasu | Middlesex County | Sever                          |  | Růžice kompasu |
| Růžice kompasu | Middlesex County | Suffolk County (Massachusetts) |  | Růžice kompasu |
| Růžice kompasu | Middlesex County | Jih                            |  | Růžice kompasu |
| Růžice kompasu | Norfolk County   |                                |  | Růžice kompasu |